# Stenotarsus validicornis
Stenotarsus validicornis är en skalbaggsart som beskrevs av Gerstaecker 1858. Stenotarsus validicornis ingår i släktet Stenotarsus och familjen svampbaggar. Inga underarter finns listade i Catalogue of Life.